# Florian Stork
Florian Stork (Bünde, 27 april 1997) is een Duits wielrenner die anno 2024 rijdt voor Tudor Pro Cycling Team.

## Carrière
Het seizoen 2019 begon voor Stork bij Development Team Sunweb, maar na onder meer een derde plaats in de Trofej Poreč en een zevende plek in het eindklassement van de Istrian Spring Trophy werd hij overgeheveld naar de hoofdmacht. Zijn debuut maakte hij in de Driedaagse Brugge-De Panne.

## Palmares

### Overwinningen
2025
Trofeo Serra Tramuntana

### Resultaten in voornaamste wedstrijden
| Jaar | Ronde van Italië | Ronde van Frankrijk | Ronde van Spanje |
| ---- | ---------------- | ------------------- | ---------------- |
| 2019 |                  |                     |                  |
| 2020 |                  |                     |                  |
| 2021 |                  |                     |                  |
| 2022 |                  |                     |                  |
| 2023 | opgave           |                     |                  |
| 2024 | 74e              |                     |                  |
| 2025 | 20e              |                     |                  |

| Jaar | Milaan-San Remo | Gent-Wevelgem | Luik-Bast.‑Luik | Ronde van Lombardije | Waalse Pijl | Clásica San Sebastián |
| ---- | --------------- | ------------- | --------------- | -------------------- | ----------- | --------------------- |
| 2019 |                 | opgave        |                 |                      | opgave      | opgave                |
| 2020 |                 |               |                 | 66e                  |             |                       |
| 2021 |                 |               |                 |                      |             |                       |
| 2022 |                 |               | 120e            |                      | 137e        |                       |
| 2023 | 112e            |               |                 | 57e                  |             | 42e                   |
| 2024 |                 |               |                 | 74e                  |             |                       |
| 2025 |                 |               |                 |                      |             | 47e                   |

### Resultaten in kleinere rondes
| Jaar | Tour Down Under | Tirreno-Adriatico | Ronde van het Baskenland | Ronde van Romandië | Critérium du Dauphiné | Ronde van Polen | Ronde van Guangxi |
| ---- | --------------- | ----------------- | ------------------------ | ------------------ | --------------------- | --------------- | ----------------- |
| 2019 |                 |                   | 82e                      | 67e                | 61e                   |                 | 101e              |
| 2020 | 24e             |                   |                          |                    |                       | 46e             |                   |
| 2021 |                 |                   |                          |                    |                       | 131e            |                   |
| 2022 |                 |                   | opgave                   |                    |                       |                 |                   |
| 2023 |                 | 32e               | 38e                      |                    | 97e                   |                 |                   |

## Ploegen
- 2016 –  Team Sauerland NRW p/b Henley & Partners
- 2017 –  Development Team Sunweb
- 2018 –  Development Team Sunweb
- 2019 –  Development Team Sunweb (tot 17-3)
- 2019 –  Team Sunweb (vanaf 18-3)
- 2020 –  Team Sunweb
- 2021 –  Team DSM
- 2022 –  Team DSM
- 2023 –  Team DSM
- 2024 –  Tudor Pro Cycling Team
- 2025 –  Tudor Pro Cycling Team

Bétouigt-Suire · Eekhoff · Gall · Goos · Gressier · Kanter · Mobach · Nieuwenhuis · Rohde · Salmon · Stork · Zepuntke
Eekhoff · Gall · Heinschke · Hirschi · Kanter · Märkl · Mobach · Nieuwenhuis · Salmon · Stork · Tu · Vanoverberghe
Arndt · Bakelants ·  Bol · Curvers · Dumoulin · Fröhlinger · Haga · Hamilton · Hindley · Hirschi · Kämna · Kanter · Kelderman · A. Kragh Andersen · S. Kragh Andersen · Matthews · Nieuwenhuis · Oomen · Pedersen · Power · Roche · Storer · Stork · Tusveld · Vervaeke · Walscheid · Eekhoff (stagiair) · Kooistra (stagiair) · Salmon (stagiair)
Arensman (vanaf 1 juli) · Arndt · Benoot · Bol · Dainese · Denz · Donovan · Eekhoff · Gall · Haga · Hamilton · Hindley · Hirschi · Kanter · Kelderman · A. Kragh Andersen · S. Kragh Andersen · Matthews · Nieuwenhuis · Oomen · Pedersen · Power · Roche · Salmon · Storer · Stork · Sütterlin · Tusveld · Van Wilder · Vermaerke (stagiair)
Arensman · Arndt · Bardet · Benoot · Bol · Brenner · Combaud · Dainese · Denz · Donovan · Eekhoff · Gall · Haga · Hamilton · Hindley · Kanter · A. Kragh Andersen · S. Kragh Andersen · Leknessund · Markl · Nieuwenhuis · Pedersen · Roche · Salmon · Storer · Stork · Sütterlin · Tusveld · Vermaerke · Van Wilder
Arensman · Arndt · Bardet · Bittner (vanaf 1/8) · Bol · Brenner · Combaud · Dainese · Degenkolb · Denz · Donovan · Eekhoff · Hamilton · Heinschke · Hvideberg · A. Kragh Andersen · S. Kragh Andersen · Leknessund · Markl · Mayrhofer · Naberman · Nieuwenhuis · Pedersen · Rodenberg · Stork · Tusveld · van Uden (vanaf 1/8) · Vandenabeele · Vermaerke · Welsford
Andresen · Bardet · Bevin · Bittner · Brenner · Combaud · Dainese · Degenkolb · Dinham · Edmondson · Eekhoff · Hamilton · Heinschke · Hvideberg · Leknessund · Markl · Mayrhofer · Milesi · Naberman · Onley · Poole · Rodenberg · Stork · Tusveld · van Uden · Vandenabeele · Vanhoucke (tot 14/8) · Vermaerke · Welsford
Bohli · Brenner · Brun · Charrin · Dainese · de Kleijn · J. Eriksson · L. Eriksson · Froidevaux · Heming · Kamp · Kelemen · Kluckers · Kolze Changizi · Krieger · Mayrhofer · Pellaud · Pluimers · Reichenbach · Rondel (vanaf 20/7) · Storer · Stork · Suter · Thalmann · Trentin · Voisard · Wilksch · Wirtgen · Zijlaard